# Google Talk
是Google公司于2005年8月24日推出的一款IP电话及即时通讯的服務。与其他即时通讯服務不同的是，在使用开放的XMPP协议（原名Jabber），使用服务不一定要通过官方客戶端。VoIP使用XMPP扩展的Jingle协议。
用户端仅支援Windows（2000、XP、Server 2003、7）和Google Chrome OS；在Android上被系统原生支持；对于其它的移动电话，支持BlackBerry、iPhone。XMPP协议的客户端软件列表列举了很多非Google提供的兼容软件。
在其开发者页面以开放的通讯为大标题，深入客户端、服务、平台三方面的选择。
2016年6月26日，Google Talk正式关闭，并被Google Hangouts取代。

## 历史

### 2005
Google即时通讯服务的点子最早由Apple-X于2004年8月23日提出，它以Jabber为基础。一年后，纽约时报与洛杉矶时报均于2005年8月23日报导Google即将发布即时通讯软件的传言，一个运作的Jabber服务器的二级域名talk.google.com被发现。不久，在Google正式开通此服务前，两个登入此服务器的端口均被博客作者发现。8月23日晚间，许多使用5222端口的用户均不能够登入，但5223仍可，在UTC时间04:12:52，这些用户收到了来自gmail.com的广播信息，“损坏的链接已修复，谢谢你们成为我们的第一批用户！”。而发现5222端口可以继续使用。
2005年12月15日，Google 发布了libjingle，一个实现Jingle协议的C++函式庫，“IETF的可扩展消息传递和存在协议 (XMPP) 的一组扩展，用于 IP 语音 (VoIP)、视频和其他对等多媒体会话。”Libjingle是Google为對等網路通信使用的库，以BSD许可证公开。

### 2006
2006年2月7日，登入Gmail的用户可在其页面上使用上的即时通讯功能，此功能将更提升的重要性。

### 2012
2012年4月20日，Google宣布其将会关闭Google Talk的移动网页应用程序。
2012年6月，Google 宣布他们计划通过将 Google Talk 与 Hangouts 和 Google Messenger 合并来改进聊天体验，以减少混乱和碎片化。

### 2013
2013年的Google I/O 会议上，Google宣布其将用Google+ Hangouts替代Google Talk、Google+ Messenger和原始的Google+ Hangout视频通话。
2013年5月15日，Google的即时通信产品经理Nikhyl Singhal在Google I/0上表示转移到Google+ Hangouts意味着XMPP协议将不再在Hangouts中受支持，他还表示只要Google Talk仍然可用，使用第三方客户端连接的方式将继续工作。

### 2017
安卓设备的Google Talk应用以及Gmail中的Google Chat工具在2017年6月26日终止。用户仍可以使用第三方XMPP客户端连接旧的Google talk服务器，但是仅支持Hangouts用户间的一对一通信。 

### 2022
2022年5月，Google宣布使用第三方应用连接Google Talk的服务将在2022年6月16日关闭，旧的服务器将停止工作。

## 技术
Google声明服务具有通透性，Jabber提供了即时通訊和“当前状态”信息功能。官方用戶端並未實作其中的离线信息功能，但透過其他用户端（如Adium）可以使用。2006年1月17日，Google支持服务器互相通讯，可与任何支援dialback协议的Jabber服务器「結盟」（federate，即伺服器互通之意）。
并未对Jabber加密，反倒使用了HTTPS以认证。比起Google本身，其他的用户端在送出密码前都会遵循TLS，并在整个通讯状态下加密。Google要求所有的信息（文字、语音）都得在未来的版本中加密。
现在对话记录可以自动地被记录到Gmail，可让使用者简单的查询他们的对话历史，且不会记录在电脑上。然而也可以使用关闭记录（off the record）模式以让Gmail不记录，但使用其他用户端的有它自己的设置，如Gaim。
支持离线信息，语音留言，和在线用户间的文件传输。

## 批评与漏洞
早期的评论家指责客户端不支持超过20行的文本信息，也不能保存离线信息，与Google收集所有资讯的理念相互矛盾。但不久之后就开始将可以超过2GB的对谈记录存入Gmail帐户中。
Search Engine Watch网站也指出此产品并未像其他Google产品（如Gmail与Google地图）产生“哇”效果。此外，他们也指出只支援PC对PC的语音交谈，并不可延伸至传统的电话网络（PSTN）。尽管一些批评者称此产品“平淡无奇”；也有一些人预言将有其他新鲜（印象深刻）的特色。
在Windows的用户端上也有不少的程序错误，如任务栏上图示的电子邮件通知并不可靠，在有对话通知时会出现干扰等问题。当视窗开启了一段时间，按下Esc键时该视窗并无法产生任何作用。其他的问题，联络人视窗若长期未最小化，可能就会并在Windows重新启动后自动地“最大化”（至原来的相同尺寸），并持续这个动作。在使用中文输入法如“微软拼音输入法”的时候，当文字输入多到碰触栏位右边时，所拼得音会被自动截开而产生不是所想的文字。这一点在的新版本中已经修改完善。
在2006年1月加入服务器对服务器传输功能，在此之前许多人批评無法与庞大的Jabber公開网络作传输。
也没有多人交谈的功能，用户只能在同一个时间与另一人对话。然而，一个自定义的Python程序可让使用者使用多人交谈功能。使用者可藉由其他Jabber服务器（如conference.ursine.ca）加入多人交谈。目前採用JEP-0166與JEP-0167作為(P2P)連線的標準。
许多批评者，在指责它的缺点时，都异口同声地赞美它拥有其他即时通讯软件所没有的简洁界面。此简洁界面与Google的计划一样，从它的首页至其他的服务都是。
此外，有人发现，包含简体中文，以及其他多国语言的 1.0.0.105版本，其通过网络传输的聊天内容是未经加密的。而只提供英文的1.0.0.104版本，是使用TLS加密的。
在2005年12月20日Google买下5%的AOL股份后，使用者被指将可以与AOL的主导产品AIM做联系。 使用者将直接与AIM用户联系，不需要註冊AIM的用户名称。但截至2010年7月，Google仅仅在美国英语版本的Gmail中整合了Open AIM，即用户需要同时登录自己的Gtalk和AIM帐号，而XMPP网关并未如预料般开启。